# Timothy Besley
Timothy J. "Tim" Besley ha treballat al Banc d'Anglaterra al Comitè de Política Monetària de setembre de 2006 a l'agost de 2009 i és professor de Kuwait per l'Iraq de l'economia i ciències polítiques a la London School of Economics i director de l'Suntory-Toyota Internacional de Centres d'Economia i relacionats Disciplines (STICERD) a la LSE.
També és investigador de l'Institut d'Estudis Fiscals, investigador del Centre de Recerca de Política Econòmica i membre de les institucions, organitzacions i Programa de Creixement de l'Institut Canadenc d'Investigacions Avançades. El 2005, va guanyar el Premi Jahnsson Yrjö per a l'economia europea. Aquest és el premi més prestigiosos en Economia Europea i es concedeix cada dos anys a un economista menor de 45 anys que ha fet una contribució significativa a l'economia a Europa.
La seva carrera va començar amb els premis a l'All Souls College, Oxford. Després va exercir com a professor ajudant a la Universitat de Princeton, abans de tornar al Regne Unit el 1995.
És consultor de la Comissió Europea, el Banc Mundial i el Tresor de Sa Majestat.
És membre de l'Acadèmia Britànica, membre de l'Econometric Society i és membre honorari estranger de l'American Economic Association. És coeditor del passat, American Economic Review, la primera persona per servir en aquesta posició que no prové d'una universitat dels EUA. És el president electe de l'European Economic Association.
Va assistir a l'Escola de Gramàtica d'Aylesbury. Després va estudiar a la Universitat d'Oxford, on va obtenir un BA en Filosofia, Política i Economia (1a classe) i un màster i el doctorat en Economia.
Els seus interessos de recerca se centren en els aspectes de la formació de la política econòmica en els països desenvolupats i les economies de mercat emergents. És un dels principals economistes que participen en el restabliment de l'estudi de l'economia política a la prominència en l'economia dominant.
Està casat amb Gillian Paull i té dos fills.